# Huis ter Heide (Drenthe)
Huis ter Heide (Drents: Hoes ter Heide) is een gehucht in de gemeente Noordenveld, in de Nederlandse provincie Drenthe. Het ligt tussen Assen en Norg in.

## Historie
De plaats is ontstaan door een kleine kern die ontstond bij een huis dat het 'Huis ter Heide' is genoemd. Deze woning staat nabij de kruising van de Asserstraat/Kolonievaart/Norgervaart. Op dit punt kan men richting Assen, Norg of Veenhuizen.
Aan de Norgervaart, even verderop, staan enkele woningen die tezamen de buurtschap Norgervaart vormen. Van oorsprong vielen Norgervaart en Huis ter Heide samen. Dat heeft te maken dat er in het begin sprake was enkele losse bewoning langs de vaart die tezamen als een buurtschap werden gezien. In de twintigste eeuw ontwikkelde zich langzaam twee semi-kernen.
De splitsing qua kernen werd nog eens versterkt als het noordelijk deel, Huis ter Heide een eigen postcode kreeg in de gemeente Noordenveld. Een klein deel van de andere kern werd ook meegenomen omdat deze onder die gemeente valt en zo vallen ze qua adressering onder Huis ter Heide. Norgervaart wordt mede daarom nog vaak als onderdeel gezien van het gehucht Huis ter Heide maar vormt wel een eigen buurt(schap).
In 1945 landden in de bossen bij Huis ter Heide Canadese en Franse parachutisten, die uiteindelijk medeverantwoordelijk waren voor de bevrijding van de noordelijke helft van Drenthe. Dit gebeurde onder de naam Operatie Amherst.
De bewoners van de Norgervaart hadden tot het einde van de twintigste eeuw een vrij uitzicht in oostelijke richting. Door de bouw van de wijk Kloosterveen in Assen is dit uitzicht zo goed als geheel verdwenen. De familie Pastoor heeft een bos aangelegd (Willemsveen) tussen de woonwijk en de vaart, om een natuurlijke indruk te laten voortbestaan.